# EC Siderúrgica
EC Siderúrgica is een Braziliaanse voetbalclub uit de stad Sabará, in de deelstaat Minas Gerais.

## Geschiedenis
De club werd opgericht in 1930 door de fabriek Usina Siderúrgica Belgo-Mineira. In 1933 speelde de club voor het eerst in de Campeonato Mineiro. De club werd in 1937 en 1964 staatskampioen. Na deze tweede titel mocht de club in 1965 deelnemen aan de Taça Brasil. De club versloeg eerst Atlético Goianiense en werd dan zelf uitgeschakeld door Grêmio. In 1967 gaf de fabriek geen financiële steun meer aan de club waardoor ze zich als profclub moesten terugtrekken uit de competitie en een amateurclub worden.

## Erelijst
Campeonato Mineiro
1937, 1964